# Ichneumon nigratorius
Ichneumon nigratorius là một loài tò vò trong họ Ichneumonidae.